# Крайенгоф, Корнелис
Корнелий Рудольф Теодор Крайенгоф (нидерл. Cornelis Rudolphus Theodorus Krayenhoff; 2 июня 1759, Неймеген — 24 ноября 1840, там же) — голландский генерал, картограф, военный министр Голландии.

## Биография
Корнелий Рудольф Теодор Крайенгоф родился на востоке Нидерландов в городе Неймегене 2 июня 1759 года. Окончив медицинский факультет в Гардервейкском университете, Крайенгоф занялся врачебной практикой в Амстердаме, изучая в то же время математику, физику и военное искусство. В 1782 году им впервые в Голландии был установлен громоотвод (на церкви в Дусбурге).
В 1783 году он составил интересный медицинский отчёт об эпидемии дизентерии, бушевавшей в Неймегене в том году.
В конце 1794 года, при общем восстании в Голландии, Крайенгоф вступил в армию и был одним из руководителей восстания в Амстердаме. Через два года был назначен инспектором всех укреплений Батавской республики.
В 1799 году Крайенгоф, в звании начальника инженерной бригады, принял деятельное участие в делах против англо-русских войск, вторгшихся в северную Голландию. После алкмаарского соглашения с англичанами и русскими Крайенгоф организовал первую подробную триангуляцию Нидерландов.
В 1805 году Крайенгоф был произведён в генерал-майоры и назначен сперва генерал-директором депо карт, а затем в течение 10 месяцев и военным министром.
Крайенгоф с отличием участвовал в кампании 1805—1806 годов и в Вальхернской экспедиции, а по присоединении Наполеоном Голландии к Франции, в 1810 году был произведён в чин бригадного генерала французской армии и назначен генерал-инспектором инженерной части в Нидерландах.
В 1813 году, при отложении Голландии, Крайенгоф принял звание амстердамского губернатора и неудачно осаждал крепость Наарден, занятую французским гарнизоном. В 1814 году Крайенгоф был назначен начальником 1-й дивизии армии Соединённых Нидерландов, а в 1816 году — главным директором корпуса путей сообщения.
Обвинённый во взяточничестве при постройке крепостей на французской границе, Крайенгоф в 1826 году удалился в Неймеген, где предался научным занятиям. Оправдание его состоялось лишь в 1830 году.
Крайенгофом соотавлена одна из лучших карт Голландии. Ему принадлежат следующие сочинения:
- «Recueil des observations hydrographiques et topographiques faites en Hollande» (Амстердам, 1813);
- «Essai d’un projet pour fermer le bas Rhin et le Leck» (1821);
- «Précis historique des opérations géodésiques et astronomiques faites en Hollande» (1815).

Кроме того, у него имеются ценные труды и по медицине.
Корнелий Рудольф Теодор Крайенгоф умер в Неймегене 24 ноября 1840 года.